# Dynastie de drogmans Pisani
Pour les articles homonymes, voir Pisani.
Pisani est le nom d'une famille vénitienne qui a donné une dynastie de jeunes de langues, de drogmans et de diplomates. Ses membres ont servi essentiellement l'Angleterre et la Russie.

### Source
- A. Gautier, Un diplomate russe à Constantinople, Paul Pisani (1786-1873), Le Bulletin, Association des anciens élèves, Institut National des Langues et Civilisations Orientales (INALCO), octobre 2004, pp. 11-30.
  - Antoine Gautier et Louis du Chalard, Le diplomate russe Edouard de Stoeckl (1804-1892) et la cession de l'Alaska aux États-Unis, cinquième ambassadeur russe à Washington dans la revue Orients, Bulletin de l'association des anciens élèves et amis des langues orientales : octobre 2013, p.81-91; février 2014, p.65-75 et juin 2014, p. 131-141.